# Phaeolita pyramusalis
Phaeolita pyramusalis är en fjärilsart som beskrevs av Walker 1859. Phaeolita pyramusalis ingår i släktet Phaeolita och familjen nattflyn. Inga underarter finns listade i Catalogue of Life.